# Bầu cử Quốc hội Lập hiến Nga 1917
Cuộc bầu cử vào Quốc hội Lập hiến Nga được tổ chức vào ngày 25 tháng 11 năm 1917. Được tổ chức do các sự kiện trong Cách mạng tháng Hai, cuộc bầu cử diễn ra hai tháng sau khi chúng dự kiến diễn ra ban đầu. Chúng thường được công nhận là cuộc bầu cử tự do đầu tiên trong lịch sử Nga.

## Kết quả
Trong Quốc hội Lập hiến Nga có 767 ghế, cần đủ 384 ghế để chiếm đa số.
| Đảng phái                               | Bầu phiếu  | Tỷ lệ | Đại biểu  |
| --------------------------------------- | ---------- | ----- | --------- |
| Đảng Cách mạng Xã hội chủ nghĩa         | 17.256.911 | 37,6% | 324 / 767 |
| Bolshevik                               | 10.671.387 | 23,3% | 183 / 767 |
| Đảng Cách mạng Xã hội chủ nghĩa Ukraina | 5.819.395  | 12,7% | 110 / 767 |
| Menshevik                               | 1.385.500  | 3,0%  | 18 / 767  |
| Cossack                                 | 908.326    | 2,0%  | 17 / 767  |
| Đảng Dân chủ Lập hiến                   | 2.100.262  | 4,6%  | 16 / 767  |
| Khác                                    | 7.737.600  | 16,8% | 99 / 767  |
| Tổng cộng                               | 45.879.381 | 100%  | N/A       |